# Болохівці

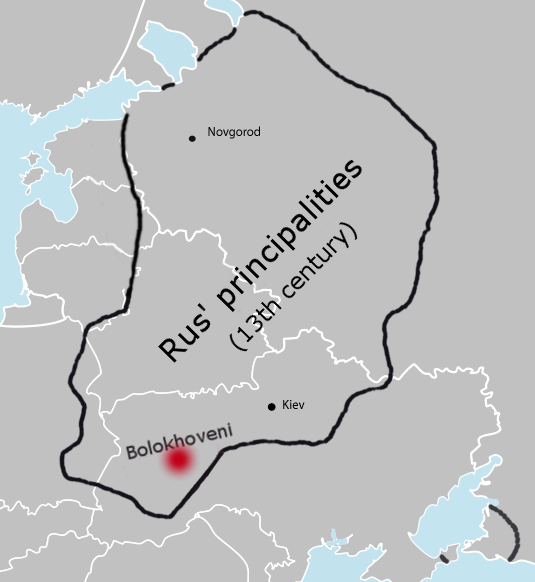
Приблизна територія болохівців за версією Мартіна Дімніка

Болохівці, також болоховці — слов'янське плем'я XII–XIII століть, що мешкало на території у верхньому басейні Случі, Горині й Бога, на східньому пограниччю Волині, з центром в місті Болохові (нині Любарі). 
Болоховські князі у 1232–1236 рр. були спільниками галицьких бояр у боротьбі з князем Данилом, під час навали хана Батия піддалися монголо-татарам (через що іменувалися літописами як «татарські люди»). У 1241 р. були розбиті князем Данилом, вже ставши королем Русі князь Данило продовжував військові походи проти «татарських людей» у 1254–1255 роках.